# Lista de jogadas do pôquer
Esta lista reúne todas as possibilidades de combinações possíveis no jogo de poker.

## Classificação das jogadas
|    | Jogada                   | Jogada em inglês     | Descrição |  | 0  |  |
| -- | ------------------------ | -------------------- | --- |  | -- |  |
| 1  | Sequência Real           | Royal Straight Flush | São 5 cartas seguidas do mesmo naipe (ouros) do 10 até ao As. Apesar de em alguns campeonatos regionais aceitarem o Royal Straight Flush com outros naipes, a jogada original é feita com o naipe de ouro, visto que a mesma se refere ao sistema de troca do velho oeste americano. |  | 01 |  |
| 2  | Sequência de mesmo naipe | Straight Flush       | São 5 cartas seguidas do mesmo naipe que não seja do 10 até ao As. Não havendo por sua vez kicker |  | 00 |  |
| 3  | Quadra ou Poker          | Four of a kind       | São 4 cartas iguais, caso de empate ganha o jogador com a Quadra ou Poker cartas mais alta. |  | 00 |  |
| 4  | Full House               | Full House           | Uma trinca e um par, caso de empate ganha o jogador com o trinca mais alta. Caso permaneça o empate ganha aquele com o maior par, caso permaneça o empate o pote é dividido. |  | 00 |  |
| 5  | Flush ou Cor             | Flush                | São 5 cartas do mesmo naipe sem serem seguidas, caso dois jogadores possuam Flush ou Cor ocorre um empate não havendo nesta jogada o benificio do “kicker” |  | 00 |  |
| 6  | Sequência                | Straight             | São 5 cartas seguidas, sendo indiferente o naipe, e em caso empate ganha aquele com a maior sequência. |  | 00 |  |
| 7  | Trinca ou Trio           | Three of a kind      | São 3 cartas iguais, mais duas cartas diferentes, e em caso de empate ganha aquele com o maior trio. |  | 00 |  |
| 8  | Dois Pares               | Two Pairs            | São 2 pares de cartas, caso empate ganha aquele com maior par maior, se empatar ganha o que possuir o maior par menor, caso empate ganha aquele que possuir a maior carta. |  | 00 |  |
| 9  | Par                      | One Pair             | São 2 cartas iguais e três diferentes. Caso empate, ganha aquele que possuir o maior par, caso os pares sejam iguais ganha aquele que possuir a maior carta. |  | 00 |  |
| 10 | Carta Alta               | High Card            | Ganha quem tiver a carta mais alta. |  | 00 |  |